# 12-е Главное управление Министерства обороны России

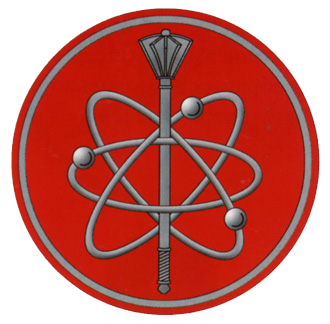
Нарукавный знак центрального аппарата 12 ГУ, 2005 год.

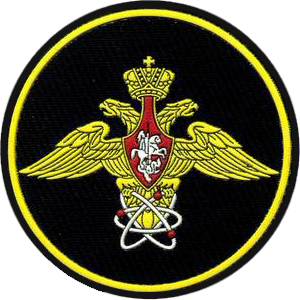
Нарукавный знак 12 ГУМО.

12-е Главное управление Министерства обороны Российской Федерации (12 ГУ МО России, 12 ГУ) — орган военного управления Министерства обороны России, отвечающий за ядерно-техническое обеспечение и безопасность.
В советский период назывался:
- С 4 сентября 1947 по 1949 год специальный отдел при Главном управлении специального вооружения Министерства обороны СССР;[1]
- С 20 сентября 1949 года по 1958 год Главное управление специального вооружения Министерства обороны СССР[2]
- С 29 апреля 1958 года 12-е Главное управление Министерства обороны СССР (12 ГУ МО СССР).[1]

Код номерных знаков транспортных средств 12 ГУ Минобороны России — 39.

## История
21 августа 1947 года было выпущено постановление ЦК КПСС и Совета министров СССР, а 27 августа 1947 года вышел приказ министра вооружённых сил СССР Н. А. Булганина. Эти документы предписывали выполнить авиационное обеспечение проведения воздушных ядерных испытаний и отработку технических средств доставки ядерных зарядов, в качестве которых в то время могла использоваться только дальняя авиация.
Датой основания 12 ГУ МО СССР считается 4 сентября 1947 года — день образования Специального отдела Генерального штаба Вооружённых Сил СССР, задачами которого были создание первого полигона (Семипалатинский испытательный полигон), изучение поражающих факторов ядерных взрывов и разработка средств и способов противоатомной защиты войск (сил) и населения. Начальником специального отдела был назначен генерал-полковник В. А. Болятко, а его заместителем генерал-майор Н. П. Егоров.
10 ноября 1947 года был подписан приказ главкома ВВС о создании войсковой части 93851 (71 полигон). Начальником был назначен Герой Советского союза Г. О. Комаров На полигоне практически отрабатывались задачи бомбометания специальным боеприпасом (атомной бомбой). Со стороны министерства обороны за полигон отвечало Главное управление специального вооружения ВВС (начальник — полковник А. Н. Родин)
20 сентября 1949 г. Специальный отдел ГШ был преобразован в Главное управление специального вооружения Министерства обороны СССР и 6-е управление ГШ ВС СССР. Главное управление специального вооружения Министерства обороны СССР отвечало за всё, что было связано с авиацией и атомным вооружением. На 6-е управление ГШ ВС СССР были возложены функции координации научно-исследовательских работ, разработки специальных требований по боевому использованию войск (сил) в условиях применения ядерного оружия, организации и проведению испытаний ядерного оружия, контроля деятельности специальных отделов в видах вооружённых сил.
К 1 марта 1951 года в арсенале атомного оружия Советского Союза имелось 15 атомных бомб типа РДС-1. Хранение атомных бомб производилось на территории ядерного «объекта № 550» (КБ-11) в специально возведённом подземном хранилище. Бомбы хранились в разобранном состоянии, комплектующие узлы и детали находились также в железобетонных наземных (засыпанных землёй) хранилищах.
На 1 января 1952 г. в КБ-11 уже находилось 35 атомных бомб:
- 29 атомных бомб типа РДС-1:[5]
  - из них 2 единицы изготовлены в 1949 г.
  - 9 — в 1950 г.
  - 18 — в 1951 г.
- 6 атомных бомб типа РДС-2 изготовления 1951 г. (кроме двух, использованных в испытаниях 24.08.1951 и 18.10.1951)

Подготовка Военно-воздушных сил к применению ядерных авиационных бомб началась в конце 1951 г., когда по решению Совета Министров СССР от 29 августа 1951 года № 3200-1513 Военное Министерство СССР приступило к формированию первой авиационной бомбардировочной части с условным наименованием «Учебно-тренировочная часть № 8» в составе 22 боевых самолётов-носителей Ту-4. Командиром части был назначен полковник В. А. Трёхин.
Остро встал вопрос создания инфраструктуры хранения и эксплуатации ядерных боеприпасов. По вполне очевидным причинам выполнение этой задачи Специальный комитет возложил на Первое главное управление при Совете Министров СССР.

В 1951 году в Первом Главном управлении при Совете Министров СССР были созданы отделы:
- учёта и хранения специальной продукции;
- специальной приёмки деталей, узлов, механизмов и материалов для изделий «501» (то есть ядерных боеприпасов);
- отдел строительства специальных объектов.

В конце 1950 года Совет Министров СССР принял решение о создании центральных баз хранения ядерного оружия — ЦБХ, то есть организаций, которые осуществляют сборку и хранение произведённых на заводах Министерства среднего машиностроения СССР ядерных боеприпасов.
Первыми центральными базами хранения (объектами «С») были:
- На юге Крыма войсковая часть (В/Ч) № 62047 (Симферополь-10 или Феодосия-13) «Объект 712» — командир М. В. Немировский
- в районе Делятина Ивано-Франковской области В/Ч № 51989 (Ивано-Франковск-16) «Объект 711» — командир А. М. Яковенко
- В городе Можайск Московской области (Москва, К-510) «Объект 714» — командир П. А. Крылов
- В центральной части России (Новгород-18) «Объект 713» — командир Б. Н. Филиппов

29 августа 1951 г. было принято решение Совета Министров СССР № 3200-1513 о начале строительства первых войсковых складов — ядерных баз, предназначенных для хранения и подготовки к применению атомных бомб, при четырёх аэродромах дальней авиации, расположенных в населённых пунктах Стрый, Сольцы, Багерово, Мачулищи. Этим войсковым складам ядерных бомб было присвоено условное наименование — ремонтно-технические базы (РТБ). Эти первые базы возглавили: на Западной Украине (Стрый) — командир Заика, в Крыму (Багерово) — командир Кузоваткин И. И., в Белоруссии В/Ч № 75367 (Мачулищи) — командир Гусев, на северо-западе России — В/Ч № 75365 (Сольцы Новгородской области) — командир Ширшов.
Строительство и формирование первых четырёх РТБ было завершено в 1954 году. Строительство первых двух центральных баз хранения (711 и 712) было завершено в 1955 году.
В 1954 году началось серийное производство авиационных атомных боеприпасов (РДС-3, РДС-4), а в 1955 году — осуществлена их первая закладка на объекты «С» и на объекты ремонтно-технических баз.
В последующем строительство центральных и войсковых баз хранения продолжалось.
За каждой центральной базой хранения ядерного оружия было закреплено несколько войсковых баз хранения, которые обеспечивались с неё ядерными боеприпасами. ЦБХ осуществляли технический контроль и техническое обеспечение ремонтно-технических баз ВВС и ВМФ, подвижных ремонтно-технических баз РВиА СВ и ПВО, а ремонтно-техническими базами РВСН — ещё и руководство.
Собранность изделий определялась ведомостью комплектации (ВК). Первоначально ядерные боеприпасы поступали с заводов-изготовителей в разобранном виде (по ведомостям комплектации ВК-1). На центральных базах производилась проверка составных частей ядерного боеприпаса и их монтаж в корпус. Лишь начиная со второй половины 1957 г. Министерство среднего машиностроения СССР организовало хранение ядерных боеприпасов на центральных базах в более высокой степени готовности.
На центральные базы атомные бомбы закладывались по ведомостям комплектации ВК-2, ВК-3, ВК-4, а на войсковые базы — по ведомостям комплектации ВК-4 (в последующем — в степени готовности СГ-4) и выше.
Особенностью 1955—1956 гг. было то, что войсковой запас ядерных боеприпасов на ремонтно-технических базах содержался без ядерных зарядов, нейтронных источников и пр. Их поставка на ремонтно-технические базы планировалась в особый период сборочными бригадами объектов «С», где совместно со сборочными бригадами последних должна была осуществляться окончательная подготовка ядерных боеприпасов к боевому применению.
Входящие в состав войсковых ядерных баз хранения ядерного оружия военно-сборочные бригады подчинялись Министерству среднего машиностроения (В/Ч № 04201 — Первое Главное Управление при Совете Министров СССР, ставшее с 1953 года Министерством среднего машиностроения) и только по указанию его руководства могли приступать к подготовке ядерных бомб и выдаче их для подвески на самолёты-носители.
12 марта 1956 г. было принято постановление ЦК КПСС и СМ СССР, которым Министерству среднего машиностроения и Министерству обороны до 15 июля 1956 г. поручалось внести предложения о передаче в 1956 г. Министерству обороны сборочных бригад и ядерных авиабомб, находящихся на войсковых базах Министерства среднего машиностроения, а к концу 1956 г. разработать и внести предложение о сроках и порядке передачи из Министерства среднего машиностроения в Министерство обороны функции по приемке, хранению и эксплуатации ядерного оружия. Постановлением Правительства СССР от 23 сентября 1957 г. было предписано в срок до 1 февраля 1958 г. передать Министерству обороны две центральные базы хранения ядерного оружия. Передача остальных центральных баз хранения ядерного оружия осуществлялась по решению ЦК КПСС и СМ СССР от 9 января 1958 г. До 1 июня 1958 г. все девять центральных баз с хранящимися в них ядерными боеприпасами и личным составом Министерством среднего машиностроения были переданы Министерству обороны.
Эксплуатацией ядерных боеприпасов с этого момента занимались центральные базы хранения, войсковые базы ядерного оружия видов Вооружённых Сил, подвижные базы ядерного оружия видов Вооружённых Сил и войсковые части боевого применения.
До 31.12.1961 года работы по сборке ядерных боеприпасов проводились в следующих воинских частях:
- В/Ч № 04201 (Первое главное управление при Совете Министров СССР, ставшее с 1953 года Министерством среднего машиностроения)
- В/Ч № 25026 г. Лиепая РТБ Балтийского флота
- В/Ч № 31759 Челябинск (Челябинская область)
- В/Ч № 40274 Лесной (Свердловская область)
- В/Ч № 39995 Иркутск (Иркутская область)
- В/Ч № 41013 Трёхгорный (Челябинская область)
- В/Ч № 41065 Свободный (Амурская область)
- В/Ч № 51966 Красноярск-26 (Красноярский край)
- В/Ч № 51989 Ивано-Франковск-16 (Украина, Ивано-Франковская область, пос. Делятин)
- В/Ч № 52025 Можайск (Московская область)
- В/Ч № 62047 Феодосия-13 (Симферополь-32)
- В/Ч № 62834 Оленегорск
- В/Ч № 71373 Валдай (Новгород)
- В/Ч № 81388 п. Дунай (Шкотово-22) РТБ Тихоокеанского флота
- В/Ч № 90989 Балаклава (Севастополь) РТБ Черноморского флота

Число центральных баз ядерного оружия за десять лет после их передачи из Минсредмаша СССР в Министерство обороны увеличилось вдвое.
В Ракетных войсках стратегического назначения для взаимодействия с ракетными дивизионами межконтинентальных ракет были созданы свои базы хранения (РТБ). На их сборочные бригады была возложена функция самостоятельной окончательной подготовки ядерных боеприпасов к боевому применению (в 1950-х гг. эта задача реализовывалась совместно со сборочными бригадами центральных баз).
В 1958 году в составе 6-го управления была создана Служба контроля над ядерными взрывами (с 1960 г. — Служба специального контроля).
В январе-феврале 1958 г. Главное управление комплектации Министерства среднего машиностроения СССР было передано Министерству обороны СССР и преобразовано в Главное управление специального вооружения МО СССР. В апреле 1958 г. оно было переименовано в 12-е ГУ МО СССР (в/ч 31600).
Затем в его состав было включено 6-е управление ГШ ВС СССР.
28 ноября 1974 года 12 ГУ МО в связи с достижением стратегического паритета и значительным расширением задач ядерного обеспечения всех видов Вооружённых Сил было выведено из состава Ракетных войск и переведено в непосредственное подчинение Министра обороны СССР, а вместо него в РВСН образовано 6-е управление.
В 1988 году на основе отдела Управления эксплуатации ЯБП в 12 ГУМО была создана Инспекция ядерной безопасности. В этом же году началось формирование профессиональной аварийно-спасательной службы 12 ГУМО, ставшей затем основой для развертывания в Минобороны России системы реагирования на возможные аварии с ядерным оружием. С 1994 г. функции Инспекции ядерной безопасности были расширены, и она была преобразована в Управление государственного надзора за ядерной и радиационной безопасностью Минобороны России.
В 1989—1991 годах, накануне распада СССР, 12 ГУ МО осуществило возврат тактического ядерного оружия из стран Варшавского договора и союзных республик Закавказья и Центральной Азии на территорию России, а в 1992—1996 годах — вывоз ядерного оружия из Белоруссии, Казахстана и Украины на объекты Минобороны России.
В 1992 году для осуществления мероприятий по реализации международных договоров по сокращению и ликвидации ядерного оружия было создано Управление ликвидации и утилизации ядерных боеприпасов и средств их эксплуатации. Первоочередному сокращению по международным обязательствам подлежало современное ядерное оружие, а более старое ядерное оружие, снятое с вооружения в связи с истечением гарантийных сроков, Россия была вынуждена хранить до его разборки сверх установленных по условиям безопасности норм времени. Все хранилища ядерного оружия оказались переполненными.
3 апреля 1995 года между министерствами обороны США и России были заключены соглашения в области безопасности хранения ядерного оружия и в области его транспортировки. Американской стороной были поставлены в Россию 150 супер контейнеров для защиты ядерных боеприпасов. В 1996—1997 гг. с помощью США была доработана физическая защита и термостойкость 115 железнодорожных вагонов для перевозки ядерных боеприпасов. Для усовершенствования физической защиты мест хранения ядерных боеприпасов из США были поставлены системы сигнализации, видеокамеры и тд.
В 1997 году приказом Министра обороны Российской Федерации все войсковые базы ядерного оружия (кроме баз РВСН) были переданы в состав 12 ГУ, а в 2002 г. ряд баз ядерного оружия РВСН также был передан в состав 12 ГУ.
С 1996 года 12-е ГУ участвует в создании международной системы мониторинга, предусмотренной Договором о всеобъемлющем запрещении ядерных испытаний.
В 1997 году в составе 12-го ГУ был создан Центр ядерно-технического обеспечения ВС России.
Указом Президента Российской Федерации от 31 мая 2006 года № 549 был установлен профессиональный праздник специалистов ядерного обеспечения, который отмечается ежегодно 4 сентября.
| |  |  |
| Реверсы трёх серебряных монет России 2019 года из серии «Соединения и воинские части ядерного обеспечения Министерства обороны Российской Федерации» |  |  |

## Подчинённые структуры
- Центр Обеспечения Ядерной Безопасности — Москва, Большой Знаменский переулок, д. 15 с. 1[10]
- 84-й межвидовой центр переподготовки и повышения квалификации специалистов имени маршала артиллерии Е. В. Бойчука (в/ч 14258)[11].

### Арсеналы (ЦБХ — Центральные Базы хранения или объекты «С»)
(1990 г. — более 20 баз, 2005 г. — 14 баз)

На момент распада СССР на центральных базах хранения сберегались ядерные боеприпасы (ЯБП) шести видов:
— ЯБП ВВС — авиационные бомбы и боевые части крылатых ракет авиационного базирования

— ЯБП РВиА СВ — боевые части тактических (ТР) и оперативно-тактических ракет (ОТР), специальные артиллерийские выстрелы (САВ) — артиллерийские снаряды и артиллерийские мины

— ЯБП РВСН — боевые части и боевые блоки ракет

— ЯБП ВМФ — боевые части и боевые блоки ракет морского базирования и береговых ракетных комплексов, боевые части противокорабельных и противолодочных ракет, боевые зарядные отделения и боевые части торпед и ракет-торпед, якорные и донные мины, артиллерийские снаряды береговой артиллерии, глубинные бомбы и «ныряющие» авиационные бомбы

— ЯБП ПВО — боевые части ракет ПВО и ПРО

— ЯБП инженерных войск — стационарные и переносные инженерные мины

### Служба Специального Контроля
[[Файл:|thumb|270px|right|Эмблема Службы Специального Контроля]]

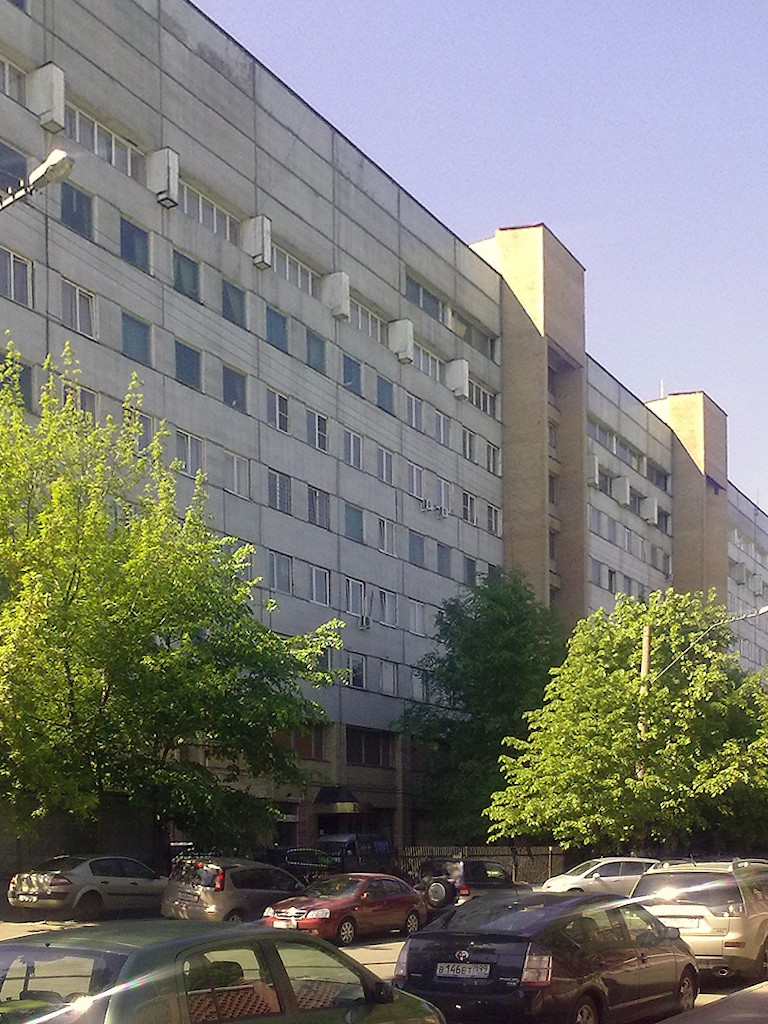
Здание 12 Главного управления на Рубцовско-Дворцовой улице в Москве

в/ч 46179 (Москва Рубцовско-Дворцовая, 2 (также ул. Матросская Тишина, 10)), сформирована 13.05.1958 г. в системе ГРУ Формальное наименование: 170-й Оперативно-Координационный Центр (170-й ОКЦ) Службы Специального Контроля Министерства Обороны СССР.
В 1992 году в ССК входили 11 отдельных и 3 радиосейсмические лаборатории, 4 автоматизированные и 3 автоматические станции, 5 автономных сейсмических пунктов и 10 выносных групп. Кроме того, использовались средства контроля морского и воздушного базирования, космические средства. 4 лаборатории сформированы в 1954 году. В РФ — 18 лабораторий. Начальник службы — полковник Игорь Токарев.
Для детектирования ядерных взрывов используется аппаратура:
- Станция засечки ядерных взрывов К-612-0 — выпускается томским ОАО «РЕАТОН»
- Унифицированный комплекс сбора и обработки информации пунктов наблюдения К-802-ГЕО
- Спектрометрическая аппаратура НПЦ «Аспект»
- АССК «Материк» — автосистема сейсмоконтроля (НИИ Импульсной Техники г. Москва)

#### Лаборатории ССК
552 лаборатория ССК п. Новый Ургал в/ч 29475 Хабаровский край
- Малин Украинская лаборатория ССК, Житомирская обл.
  - в/ч № 14167 Макаров-1 Украинская 12 лаборатория ССК, Киевская обл. (50°35′20″ с. ш. 29°28′03″ в. д.HGЯO)
- Майли-Сай Киргизская лаборатория ССК сф. в 1974 г. в в/ч 54286
- г. Норильск Красноярского края, лаборатория ССК, филиал в/ч 11111. (69°00′44″ с. ш. 87°59′59″ в. д.HGЯO)
- Хабаз пос, АСП (43°37′30″ с. ш. 42°53′12″ в. д.HGЯO)
- в/ч 22158 Боровое пос, Казахская лаборатория ССК с 1974 г. (53°03′03″ с. ш. 70°17′16″ в. д.HGЯO)
- в/ч пп 76515 Улан-Батор Монгольская лаборатория ССК (Экспедиционная Группа) с 1974 г., расформирована (47°51′04″ с. ш. 107°06′04″ в. д.HGЯO)
- в/ч 86665 Билибино, ЧАО
- в/ч 14024 Каменец-Подольский-16, с 1994 по 2004 Укр лаборатория ССК, с 2004 г. — ПН, Хмельницкая обл. (48°34′13″ с. ш. 26°27′18″ в. д.HGЯO)
- в/ч 14053 Семипалатинск Казах лаборатория ССК
- в/ч 29481 Актюбинск — Казах отдельная группа ССК
- в/ч 14169 Балта-Юг/ в/ч 59910 Балта-Север, Укр лаборатория ССК, Одесская обл. (учебный центр; 48°01′54″ с. ш. 29°34′26″ в. д.HGЯO/ 48°07′11″ с. ш. 29°34′43″ в. д.HGЯO)
- в/ч 41007 Уссурийск Приморского края, посты — с. Григорьевка, с. Утесное. Зональная лаборатория спецконтроля (злск).
- Куба, центр в Лурдесе — автономный сейсмопункт ССК.
- Антарктида — 2 автономных сейсмопункта ССК.
- ОВСК при РД
- в/ч 46179-Л Приозерск (Сторожевое) (61°04′36″ с. ш. 30°07′54″ в. д.HGЯO)
- в/ч 41094 Южно-Сахалинск, лаборатория ССК, сейсмопункт ССК.
- в/ч 14098 Сухуми, Эшера (43°01′21″ с. ш. 40°56′46″ в. д.HGЯO)

### Войсковые базы хранения — РТБ (ремонтно-технические базы) и ПРТБ (подвижные ремонтно-технические базы)
По состоянию на 1989 год в республиках СССР находилось стратегических и тактических ядерных боезарядов
- РСФСР — 12320
- Украина — 2345
- Белоруссия — 1180
- Казахстан — 330
- Литва — 325
- Латвия — 185
- Туркменистан — 125
- Узбекистан — 105
- Молдавия — 90
- Грузия — 320
- Эстония — 270
- Армения — 200
- Таджикистан — 75
- Азербайджан — 75
- Киргизия — 75

В СССР существовало более 200 войсковых спецобъектов для хранения ЯБП (ядерных боеприпасов)

РТБ (РВСН, ВВС, ВМФ, инженерных войск) и ПРТБ (РВиА СВ, ПВО) напрямую подчинялись 6-м управлениям родов войск, а 12-м ГУ МО только «курировались» (контролировались). В начале 80-хх гг. ПРТБ и РТБ за пределами СССР были выведены из подчинения 6-х управлений родов войск и переподчинены 12-му ГУМО непосредственно, а остальные были переподчинены уже при РФ во второй половине 1990-хх гг.
Особенностью «заграничных» войсковых баз хранения было то, что на некоторых из них также хранились ЯБП, которые должны были передаваться в случае начала боевых действий в части боевого применения (ВВС и РВиА СВ) стран-союзниц по Варшавскому договору (в ЧССР — план «Явор», в ПНР — план «Висла», ГДР, ВНР, НРБ).

#### РТБ РВСН
При формировании РВСН каждому полку (бригаде) придавалась своя ПРТБ (для наземного старта) или РТБ (для шахтного варианта), обеспечивающие полки (бригады) боевыми частями в ядерном снаряжении.
При переходе РВСН на ракетные комплексы типа ОС (отдельный старт) в каждой ракетной дивизии осталось по одной РТБ, обеспечивающей все ракетные полки дивизии.

#### ПРТБ РВиА сухопутных войск
Учебный центр — Коломна в/ч 01543 (41 УЦ)

Во времена СССР по подчинению различали окружные (фронтовые) и армейские (корпусные) подвижные ремонтно-технические базы ракетных войск и артиллерии сухопутных войск.
Окружные ПРТБ входили в комплект РВ (ракетных войск) сухопутных войск округов (групп войск — за пределами СССР) и обеспечивали ядерными боевыми частями первого и последующих пусков ракетные бригады окружного подчинения (вооружённых комплексами ОТР: 8К14, 9К72 «Эльбрус», 9К76 «Темп-С», 9К714 «Ока» и крылатыми ракетами С-5).
В состав округа (группы войск) могло входить несколько ПРТБ.
Армейские ПРТБ входили в комплект РВиА сухопутных войск армий (армейских корпусов) и обеспечивали ядерными боеприпасами ракетные бригады ОТР (оперативно-тактических ракет) армейского подчинения, отдельные ракетные дивизионы (ОРДН) тактических ракет (ТР) подчинения танковых и мотострелковых дивизий (позже часть ОРДН ТР были сведены в ракетные бригады ТР армейского подчинения, обеспечиваемых теми же армейскими ПРТБ), артиллерийские бригады большой мощности, на вооружении которых находились 152-мм и 203-мм артиллерийские системы и 240-мм миномёты.
Различали специализированные ПРТБ, которые обеспечивали только одну бригаду и соответственно имели ЯБП только одной номенклатуры (чаще окружные ПРТБ), и смешанные ПРТБ, обеспечивавшие части боевого применения различными типами ЯБП (например: ОТР, ТР, САВ).
Следует упомянуть, что среди смешанных ПРТБ в группах войск (за пределами СССР) были даже ПРТБ, обеспечивающие соответствующие в/части авиационными ЯБП (отдельные сборочные бригады в их составе выполняли функции авиационных РТБ).
Подвижные ремонтно-технические базы, которые имели в своём составе технические батареи, обеспечивали части боевого применения (ракетные бригады и отдельные ракетные дивизионы) не только боевыми частями в ядерном снаряжении, но и соответствующими носителями второго и т. д. ударов (носители первого удара хранились в частях боевого применения) — то есть выполняли функции подвижных ракетно-технических баз.

#### РТБ ВВС
Отработка методов доставки осуществлялась на 71 полигоне (в/ч 93851, авиабаза Багерово, Крым), силами этой воинской части также осуществлялись воздушные испытания ядерных вооружений.
Эта же часть практически отрабатывала сбросы будущих испытаний (без активной части) на своей территории (Подробнее…).
Существовала в 1947—1973 годах.
Учебный центр — в/ч 93929 Багерово Крым (192 КУОС 6 упр ГШ ВВС)

РТБ ВВС располагались поблизости аэродромов, на которых дислоцировались части дальней авиации и фронтовой истребительно-бомбардировочной авиации, а также около «аэродромов подскока» для вышеназванных авиационных частей.
841 Учебный Авиационный Центр, в/ч 21662. Кубинка, был создан после ликвидации 192 КУОС, с переводом некоторых преподавателей из Багерово в Кубинку.

#### РТБ ВМФ
Учебный центр — г. Коломна в/ч 22972 (25 УЦ ВМФ)

#### ПРТБ ПВО
Учебный центр — в/ч 52446, Кубинка, Московской области

#### РТБ инженерных войск
Ремонтно-техническая база (РТБ) это специальная войсковая часть осуществляющая эксплуатацию ядерных боеприпасов и их своевременную выдачу частям боевого применения, а также войсковой ремонт в военное время. При формировании РВСН каждому полку (бригаде) придавалась своя РТБ, обеспечивающая их боевыми частями в ядерном снаряжении. При переходе РВСН на ракетные комплексы типа ОС (отдельный старт) в каждой
ракетной дивизии осталось по одной РТБ, обеспечивающей все ракетные полки дивизии.

## Руководители
- генерал-полковник Болятко Виктор Анисимович (сентябрь 1947 — ноябрь 1965),
- генерал-полковник инженерно-технической службы Егоров Николай Павлович (январь 1966 — февраль 1974),
- маршал артиллерии Бойчук Ефим Васильевич (февраль 1974 — ноябрь 1985),
- генерал-полковник Герасимов Владимир Иванович (ноябрь 1985 года — апрель 1992),
- генерал-полковник Маслин Евгений Петрович (апрель 1992 года — сентябрь 1997),
- генерал-полковник Валынкин Игорь Николаевич (сентябрь 1997—2005),
- генерал-полковник Верховцев Владимир Николаевич (декабрь 2005 — декабрь 2010)[9],
- генерал-лейтенант Сыч Юрий Григорьевич (2010—2017),
- генерал-лейтенант Колесников Игорь Анатольевич (с сентября 2017).

Заместитель начальника управления — контр-адмирал А. Н. Субботин.